# Barbacenia mantiqueirae
Barbacenia mantiqueirae là một loài thực vật có hoa trong họ Velloziaceae. Loài này được Goethart & Henrard miêu tả khoa học đầu tiên năm 1937.